# Середня (притока Переуци)
Середня — річка в Україні, у Глибоцькому й Сторожинецькому районах Чернівецької області, ліва притока  Переуци (басейн Дунаю).

## Опис
Довжина річки приблизно 6км. Формується з багатьох безіменних струмків та малої річки Петриуцулі.

## Розташування
Бере початок на південній стороні від села Аршиці. Тече переважно на північний схід через село Нижні Петрівці і на північно-східній околиці Аршиці впадає у річку Переуцу, праву притоку Малого Серету.